# Dioscorea minima
Dioscorea minima là một loài thực vật có hoa trong họ Dioscoreaceae. Loài này được C.B.Rob. & Seaton mô tả khoa học đầu tiên năm 1893.